# Partido de los Trabajadores de Estonia
El Partido de los Trabajadores de Estonia (en estonio: Eesti Tööliste Partei, ETP) fue un partido político de Estonia. 

## Historia
El partido era una fachada del Partido Comunista de Estonia, que había utilizado organizaciones paraguas para participar en política desde su prohibición en 1918.  El partido se formó cuando miembros con opiniones comunistas abandonaron el Partido de los Trabajadores Socialdemócratas Estonios. En las elecciones de 1926, el partido obtuvo seis escaños, una disminución respecto a los diez que los comunistas obtuvieron en las elecciones de 1923, bajo el nombre del Frente Unido de Trabajadores.
En las elecciones de 1929, el partido conservó sus seis escaños. En las elecciones de 1932, los comunistas se presentaron como el Trabajadores de Izquierdas.

## Resultados electorales
Los resultados electorales antes de su disolución fueron los siguientes:
| Elección | Votos  | %    | Escaños | +/–         | Posición |
| -------- | ------ | ---- | ------- | ----------- | -------- |
| 1926     | 30.339 | 5,80 | 6/100   | 4           | 6.º      |
| 1929     | 31.094 | 6,16 | 6/100   | Sin cambios | 6.º      |